# Champion (supermarché)
Pour les articles homonymes, voir Champion (homonymie).
Champion est une enseigne française de supermarchés appartenant à la société CSF (Carrefour Supermarchés France), filiale du Groupe Carrefour. Il existe aujourd'hui encore quelques supermarchés Champion en Polynésie française.

## Histoire
Le premier Champion est ouvert en 1969 à Bayeux dans le Calvados. En 1995, l'enseigne Hyper Champion (magasin de plus de 2 500 m2) et les produits Champion voient le jour. Lors de la fusion du groupe avec Carrefour en 1999, c'est elle qui a été retenue pour nommer les supermarchés de son nouveau groupe dont Stoc (cette dernière appartenait à Carrefour avant cette fusion du fait du rachat des Comptoirs modernes fin 1998). Un programme de fidélité a existé du 1er octobre 1998 (lors du changement d'enseigne de Stoc en Champion) au 31 décembre 2009 (remplacé par celui de Carrefour, ainsi que son site internet de 2000 à fin 2010. Le 5 novembre 2000, Champion lançait la grande opération publi-promotionnelle « 1 000 Champion en fête », point d'orgue du passage à l'enseigne Champion des 490 magasins Stoc.
En 2005, Champion teste sur trois magasins un nouveau concept discount : C frais & discount après avoir subi un échec à Lille Fives sous le nom de C moins cher. Cette même année, elle réalise un chiffre d'affaires de 13.5 milliards d'euros.
L'enseigne Carrefour Market voit le jour en octobre 2007 pour remplacer l'enseigne et Hyper Champion au cas où un Carrefour est à proximité de cette enseigne. Elle est en 2008 la deuxième enseigne de supermarché en France où elle réalise un chiffre d'affaires annuel de 13,5 milliards d'euros. Elle comprend 1 002 magasins et compte près de 45 000 salariés. Hyper Champion a quant à lui, au 1er novembre 2008, 74 magasins d'une superficie supérieur à 2 500 m2.[réf. nécessaire].
Champion a presque disparu en 2009 en France où elle comptait 135 magasins. Hyper Champion disparaît définitivement au cours du mois d'octobre 2009[réf. nécessaire]. Il existe au 18 mai 2011 moins d'une centaine de magasins. De 1993 à 2008, Champion a sponsorisé le Maillot à pois du meilleur grimpeur du Tour de France. Le premier Champion de France en termes de résultats était l'Hyper Champion de Meximieux dans l'Ain.
La gamme de produits Champion a progressivement disparu entre septembre 2008 et l'été 2009 en France à la suite de la mise en place des produits Carrefour dans les magasins Carrefour Market et Champion.

### La fin de Champion
Depuis le 24 octobre 2007, les enseignes Champion deviennent progressivement des Carrefour Market.
L'opération se déroula en deux phases : 
- Remplacement progressif des produits Champion par les produits Carrefour entre l'été 2008 et l'été 2009.
- Réaménagement des magasins et changement de signalétique (170 ouvertures réalisées en 2008, 700 étaient prévues en 2009 et le reste en 2010).

Fin 2013, 2 supermarchés de cette enseigne restent en activité en France métropolitaine : un à Paris au no 165-167, rue Marcadet et un à Cusset dans l'Allier. Celui qui était situé à Llupia dans les Pyrénées-Orientales est devenu un Intermarché Super. En 2015, c'est au tour du magasin de Cusset de changer en Carrefour Market.
En 2018, après une longue bataille judiciaire devant l'autorité de la concurrence, le dernier supermarché Champion de métropole, situé rue Marcadet à Paris, est devenu Carrefour Market en août 2018. Après son changement d'enseigne, les derniers magasins portant l'enseigne Champion seront tous situés sur les territoires d'outre-mer : quatre sur l'île de Tahiti, un à Raiatea, un à Moorea.

## Identité visuelle

### Logos

Ancien logo de Champion de 1994 à 2000.
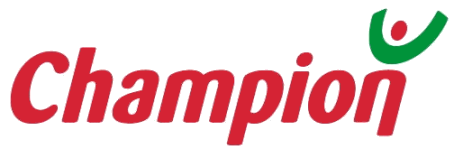
Logo de Champion depuis 2000.
Ancien logo d'Hyper Champion.

### Slogans
- Vers la fin des années 1970 : « On s'engage à fond »
- De 1988 à novembre 2000 : « Difficile de battre un Champion »
- De mai 2000 à juin 2005 : « Chez Champion, un client c'est sacré ! » - Ce slogan fut adopté lors de la reprise de l'enseigne Stoc à cette date.
- De 2005 à 2010 : « Plus facile, la vie ! »

## Champion dans le monde

### Avant 2008 dans le monde
L'enseigne est également implantée en Europe (Pologne, Grèce…), en Turquie, en Amérique du Sud (Argentine, Brésil), en Tunisie et en Chine. En 1998 Champion fit un essai de pénétration dans le territoire italien avec un certain nombre d'hypermarchés nommés Primo[réf. nécessaire].

### En Belgique: cas particulier
En Belgique, les magasins Champion étaient exploités par le Groupe Mestdagh, qui a commencé la migration de son parc vers l'enseigne Carrefour Market en 2013. Le dernier Champion belge se trouvait à Philippeville. Le site internet de Champion Belgique a disparu en 2013. Le dernier Champion de Belgique a disparu des suite du rachat des magasins Mestdagh par Intermarché. En effet, le dernier magasin belge de l’enseigne n’avait jamais changé de nom mais servait bel et bien des produits carrefour. Lors de la migration des Champions Mestdagh vers Carrefour un problème se posait à Philippeville vu qu’un magasin Carrefour existait déjà juste à côté du magasin détenu par la société Mestdagh. Le changement de nom n’avait donc jamais eu lieu mais ce 1er janvier 2023 le magasin de Philippeville est devenu Intermarché.

### Sponsoring

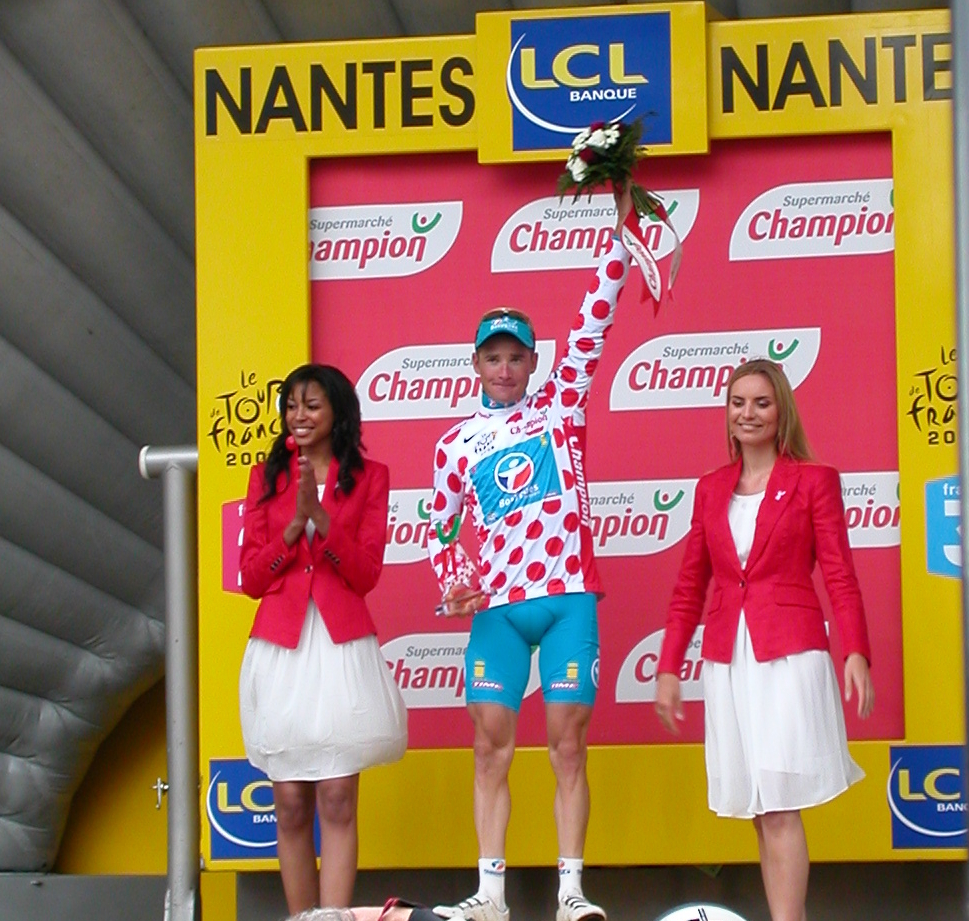
Thomas Voeckler endossant le maillot à pois au Tour de France 2008.

De 1993 à 2008, le maillot à pois du Tour de France est sponsorisé par Champion, filiale de Carrefour, puis ce dernier prend le relais jusqu'en 2018.